# الصوارم الحداد القاطعة لعلائق أرباب الاتحاد
الصوارم الحداد القاطعة لعلائق أرباب الاتحاد من تأليف محمد الشوكاني.

## وحدة الوجود
مذهب طائفة من الناس يقولون أن الله حل في كل شيء وموجود في كل مكان وأن كل ما في هذا الكون هو الله وهم يصححون جميع الأديان وعبادة الأوثان ولا يحرمون شيئا.

## سبب التأليف
ألف محمد الشوكاني الكتاب بسبب سؤال ورده عن ابن عربي والحلاج وأمثالهما.

## محتوى الكتاب
تحدث المؤلف في الكتاب عن وحدة الوجود وأهل وحدة الوجود وبين مقالتهم ورد عليهم وذكر كلام أهل العلم فيهم وتكفيرهم للحلاج وابن عربي وابن الفارض وابن سبعين وغيرهم من أهل وحدة الوجود. ورد المؤلف على من يؤول لابن عربي وأمثاله كلامه. ثم رد على من يشكك بنسبة هذه الأقوال لابن عربي وذكر أقواله التي قال عنها أهل السنة والجماعة إنها كفر ووثقها من كتبه. ثم رد على من يشكك بنسبة هذه الأقوال لابن عربي وذكر أقواله التي قال عنها أهل السنة والجماعة إنها كفر ووثقها من كتبه.